# Cellcykeln

För varje varv i cellcykeln kopieras varje kromosom så att det finns två lika uppsättningar kromosomer.

Cellcykeln är den serie processer som en cell genomlöper under sin livscykel. För varje varv av cellcykeln kopieras en cell till två. Dessa två celler kan var för sig genomgå cellcykeln igen, varpå nya kopior skapas. På detta sätt är förloppet cykliskt, det kan upprepas gång på gång i princip i oändlighet. 
Stora delar av cellcykeln är gemensamma för olika domäner inom biologin, den här artikeln fokuserar dock främst på eukaryot celldelning, framför allt hos vertebrater.

## Antal cellcykler för olika celltyper
Alla celler delar sig inte lika mycket och vissa inte alls.
- Delar sig inte: nervceller, muskelceller
- Delar sig sällan: endokrina celler
- Inducerbara: fibroblaster, lymfocyter
- Kontinuerligt delande: embryonala celler, stamceller, hudceller

## De fem faserna
Cellcykeln har fem faser:

Översikt över de olika faserna i cellcykeln.

1. G0: Cellen har lämnat cellcykeln, tillfälligt eller permanent, och delar sig därmed inte, den sköter istället sina vanliga uppgifter, som till exempel nervsignalering
2. G1: Cellen ökar i storlek, proteiner, kolhydrater och lipider karakteristiska för celltypen tillverkas, och cellen gör sig redo för DNA-syntes
3. S: DNA-replikation
4. G2: Olika kontrollmekanismer kontrollerar att cellen är redo och i rätt skick för att genomgå mitos
5. M: Mitos, vilken består av sex delfaser:
  1. Profas, kromosomkondensation, centrosomerna vandrar till varsin pol
  2. Prometafas, kärnmembranet upplöses och spolkropp bildas
  3. Metafas, kromosomerna vandrar längs mikrotubuli ut mot polerna, cellen förlängs
  4. Anafas, kromosomparen separeras och samlas på varsin sida i cellen
  5. Telofas, kärnmembranet återbildas, kromosomerna dekondenseras
  6. Cytokines, cellmembranet delas i två delar så att två enskilda dotterceller bildas, cytokines räknas till mitosen

## Delprocesser
För att cellen ska dela sig krävs närvaro och påverkan av tillväxtfaktorer, även kallade mitogener, som stimulerar transkription av så kallade tidiga eller snabbverkande gener (eng. immediate-early genes eller early response genes). Dessa snabbverkande gener i sin tur uttrycker nya transkriptionsfaktorer, som Fos, Jun och Myc. 
Dessa så kallade snabbverkande gener aktiverar i sin tur transkriptionen av gener som kodar för proteiner nödvändiga för att driva cellcykeln, bland annat cykliner, som utgör de reglerande elementen, samt även till viss del cyklinberoende kinaser, CDK, som utgör de katalytiska elementen. Dessa kan, tillsammans med de övriga proteinmaskineri som behövs för att genomföra cellcykeln, kallas för sena gener (eng. late response genes).
Cyklinerna och de cyklinberoende kinaserna kontrollerar cellcykeln genom kinasaktiviteten, när ett cyklin binder till ett CDK så kan det fosforylera andra proteiner, som exempelvis kan utföra andra delar av cellcykeln, exempelvis DNA-replikation eller proteinsyntes. 
Olika cyklin-CDK-komplex aktiverar olika processer. När cyklinerna kommer och går under cellcykelns olika faser och bildar komplex med de CDK:er som hör till respektive fas av cellcykeln. 
Cyklin-CDK-komplexen har två funktioner: 
1. De aktiverar de enzymer som driver cellcykeln framåt och in i respektive cellfas (G1, S, G2, Mitos).
2. De inducerar nedbrytning av föregående fasers cykliner i en negativ feedback-mekanism, vilket driver cellen in i nästa fas. Eftersom cyklinerna för respektive fas kontinuerligt bryts ner är fasövergångarna irreversibla.

### G0-fas
Under G0-fasen är cellen mitotiskt inaktiv, den utför ingen celldelning. Detta skall dock inte missuppfattas som att den är inaktiv, den utför istället de funktioner som är normala för celltypen. De flesta celler tillbringar mer tid i G0-fas. Det är framför allt odifferentierade stamceller av olika slag som genomgår celldelning. Många fullt utdifferentierade celler delar sig aldrig, exempelvis nervceller. Andra fullt differentierade celler har kvar förmågan att dela sig för att reparera skador, exempelvis epitelceller.

### G1-fas
G1 står för Gap phase 1, och utgör den fas som inleder celldelningen. Cellen träder in i G1 i när den utsätts för mitogener, en form av tillväxtfaktorer som "säger åt" cellen att den ska dela sig. Under förhållanden då celldelning är ogynnsamma, exempelvis låg tillgång på de nutrienter cellen behöver, så kommer cellen inte att träda in i G1-fasen utan istället ligga kvar i G0.
G1- och delar av S-fasen styrs först av cyklin D, sedan av cyklin E. Båda dessa binder till CDK2.

### S-fas
S:et i S-fas står för syntes. Under denna fas utförs DNA-replikationen, det vill säga, cellens genetiska material kopieras exakt av till en komplett, ny genuppsättning åt den nya cellen. Replikationen inleds vid så kallade origins of replication, ORI:s. De proteiner som styr replikationen inaktiveras efter att replikationen har påbörjats. Detta gör att varje ORI bara aktiveras en gång, så att bara en enda kopia av genomet bildas. Här spelar proteinet gemenin en viktig roll som replikationsrepressor.
S-fasen styrs av cyklin A bundet till CDK2.

### G2-fas
G2-fasen är en kort fas som föranleder M-fasen. Den utgör ett tidsfönster för kontroll och eventuell reparation av DNA:t som replikerats, samt för förberedelse av M-fasens enzymer och proteiner där bland annat syntesen av de mikrotubuli som ska komma att utgöra kärnspolen är en viktig del.

### M-fas
M:et i M-fasen står för mitos. Under denna fas utför cellen de fem stegen i mitosen, vari cellens replikerade genetiska material kondenseras till kromosomer, som sedan delas upp i två ändar av cellen. Sist snörps cellerna av från varandra genom en kontraktil ring av myosin- samt aktinfilament, så att två separata, identiska celler bildas.
M-fasen styrs av cyklin B bundet till CDK1. 

#### Tidsperspektiv i cellcykeln
I människoceller tar den första signaltransduktionen mindre än fem minuter, den tidiga förändringen i genuttryck då Fos, Jun och Myc aktiverar senare gener tar 15 till 60 minuter. Dessa sena gener uttrycks sedan efter 4 till 6 timmar.

## Cellcykelns reglering
Checkpoints är kontrollpunkter som kan temporärt stoppa cellcykeln vid eventuella skador eller om inre eller yttre miljön är ogynnsam för celldelning.
De viktigaste kontrollpunkterna finns i slutet av G1, G2 och under M-fasen. Vid dessa checkpoints kontrolleras om cellen ådragit sig några defekter, till exempel kromosomskador, och cellcykeln kan då pausas temporärt så att cellen får en chans att reparera skadorna. Är skadorna för omfattande, eller om cellen tar för lång tid på sig att reparera skadorna, kommer intracellulära mekanismer få cellen att gå i apoptos. 
Checkpoint G1/S kallas även restriction point, och utgör en speciell gräns: efter denna fortlöper cellcykeln av sig självt, och från den punkten behövs inte längre tillväxtfaktorer för att upprätthålla cellcykeln. Checkpoint G1/S är därmed den viktigaste hastighetsbestämmande kontrollpunkten vid celldelning.
E2F och RB är två genregulatoriska proteiner som krävs för att cellcykeln ska kunna passera G1/S-checkpoint.
- E2F är en transkriptionsfaktor som binder till promotorer för gener vars proteiner behövs för att cellen ska kunna gå in i S-fasen.
- RB är en inhibitor som reglerar aktiviteten av E2F genom bindning. Aktivt RB hindrar funktionen av E2F vilket hindrar cellen att övergå till S-fas.

p53-genen är en annan viktig suppressorgen som kodar för ett protein med samma namn. Detta är en transkriptionsfaktor som ökar kraftigt i koncentration i en skadad cell då det stabiliseras av skadat DNA. p53 inducerar bl.a. bildandet av p21, ett inhiberande protein som binder och stoppar flera cyklin/CDK-komplex, vilket stoppar cellens tillväxt och delning tills reparationer skett. Höga nivåer av p53 kan även aktivera andra gener och proteiner (exempelvis Bax-genen) som leder till apoptos, celldöd.

### Cellcykelns reglering och cancer
Störd reglering av cellcykeln kan leda till cancer, eftersom celler med mutationer, som normalt skulle dö i apoptos, kan tillåtas leva vidare och dela sig ändå. Okontrollerad celldelning leder till bildandet av tumörer.
p53 är en viktig så kallad tumörsuppressor, som är avgörande för att celler ska kunna detektera och laga exempelvis DNA-skador.  Ungefär 50 % av alla cancerceller har muterad p53-gen och därmed störd funktion hos p53-proteinet.